# Behar Gjoka
Behar Gjoka (Burrel, ...) è uno scrittore, pubblicista e critico letterario albanese.

## Biografia
Nato a Burrel, nel comune di Mat, in Albania, segue gli studi in Tirana, laureandosi in critica letteraria nella facoltà di storia e filologia. Dopo avervi insegnato diversi anni, Gjoka è stato nominato direttore della scuola Gjimnazi Pjetër Budi di Burrel, 
Nel 1999 si dedica all'attività letteraria e inizia a lavorare come bibliotecario nella biblioteca dell'Istituto dei monumenti culturali d'Albania. 
Nel 2002 pubblica il suo primo libro Poetika e Budit (la poetica di Budi) per il quale ha vinto il premio penna d'argento dal ministero della cultura albanese: è anche direttore del Centro studi Pjeter Budi a Tirana.

## Opere
- Poetika e Budit: studim për veprën poetike, Albas, 2002
- Proza e Kutelit (La prosa di Kuteli)
- Trebeshina, ajzbergu i letrave shqipe, Albas, 2006
- Mashtrim i bukur, Logoreci, 2006
- Sistemi letrar piramidal: shqyrtime teorike dhe tekstologjike, Shtëpia Botuese Faik Konica, 2007
- Martin Camaj: shkrimtaria e tij, Shtëpia e Librit Ombra GVG, 2010
- Kadare i rilexuar (Kadare il riletto)
- Fenomeni Blushi (Il fenomeno Blushi)
- Studim kushtuar Anton Pashku (Studio dedicato ad Anton Pashku)
- Autonomia e kritikës letrare (L'autonomia della critica letteraria)
- Trebeshina Ajzbergu i letrave shqipe: studim Copertina anteriore Behar Gjoka Albas, 2006